# Hiroshi Azuma
Hiroshi Azuma (東 浩史 Azuma Hiroshi?, nacido el 15 de mayo de 1987 en Miyagi) es un futbolista japonés que se desempeña como centrocampista.

## Trayectoria

### Clubes
| Club               | País  | Año         |
| ------------------ | ----- | ----------- |
| Ehime FC           | Japón | 2010 - 2013 |
| V-Varen Nagasaki   | Japón | 2014 - 2015 |
| AC Nagano Parceiro | Japón | 2016 -      |

## Estadística de carrera

### J. League
| Club               | Año   | J. League | J. League | Copa J. League | Copa J. League | Total | Total |
| Club               | Año   | Part.     | Goles     | Part.          | Goles          | Part. | Goles |
| ------------------ | ----- | --------- | --------- | -------------- | -------------- | ----- | ----- |
| Ehime FC           | 2010  | 0         | 0         | -              | -              | 0     | 0     |
| Ehime FC           | 2011  | 17        | 3         | -              | -              | 17    | 3     |
| Ehime FC           | 2012  | 25        | 3         | -              | -              | 25    | 3     |
| Ehime FC           | 2013  | 32        | 5         | -              | -              | 32    | 5     |
| V-Varen Nagasaki   | 2014  | 32        | 5         | -              | -              | 32    | 5     |
| V-Varen Nagasaki   | 2015  | 22        | 2         | -              | -              | 22    | 2     |
| AC Nagano Parceiro | 2016  | 29        | 1         | -              | -              | 29    | 1     |
| AC Nagano Parceiro | 2017  | 30        | 4         | -              | -              | 30    | 4     |
| Total              | Total | 187       | 23        | 0              | 0              | 187   | 23    |